# 清朝全史
《清朝全史》，是日本历史学者稻叶君山所著的一部关于中国清朝的史书，1914年出版，全书分上下两卷，共84章，收录了自明朝末年女真部落情况开始，直至宣统帝退位为止的大量史料。
1915年，但焘将其译为中文，在中国引起轰动，被梁启超等人列为治清史的必修书之一。